# Cristina Martín-Prieto
Cristina Martín-Prieto, właśc. Cristina Martín-Prieto Gutiérrez (ur. 14 marca 1993 w Sewilli) – hiszpańska piłkarka, występująca na pozycji napastniczki w portugalskim klubie Benfica Lizbona oraz w reprezentacji Hiszpanii. Uczestniczka Mistrzostw Europy 2025.

## Statystyki

### Klubowe
Na podstawie:
| Klub            | Sezonów | Liga                         | Liga  | Liga   | Puchar krajowy | Puchar krajowy | Kontynentalne | Kontynentalne | Suma  | Suma   |
| Klub            | Sezonów | Liga                         | Mecze | Bramki | Mecze          | Bramki         | Mecze         | Bramki        | Mecze | Bramki |
| --------------- | ------- | ---------------------------- | ----- | ------ | -------------- | -------------- | ------------- | ------------- | ----- | ------ |
| Sevilla FC      | 5       | Liga F                       | 19    | 5      | 0              | 0              | –             | –             | 19    | 5      |
| Sporting Huelva | 3       | Liga F                       | 21    | 7      | 0              | 0              | –             | –             | 21    | 7      |
| UD Granadilla   | 4       | Liga F                       | 110   | 33     | 8              | 2              | –             | –             | 118   | 35     |
| Sevilla FC      | 2       | Liga F                       | 59    | 29     | 3              | 1              | –             | –             | 62    | 30     |
| SL Benfica      | 1       | Campeonato Nacional Feminino | 22    | 18     | 11             | 7              | 4             | 4             | 37    | 29     |
|                 | Łącznie | Łącznie                      | 231   | 92     | 22             | 10             | 4             | 4             | 257   | 106    |

### Reprezentacyjne
Na podstawie:
| Gole w reprezentacji | Gole w reprezentacji | Gole w reprezentacji | Gole w reprezentacji | Gole w reprezentacji | Gole w reprezentacji | Gole w reprezentacji | Gole w reprezentacji    |
| Lp.                  | Data                 | Miasto               | Przeciwnik           | Wynik                | Gole                 | Inne                 | Rozgrywki               |
| -------------------- | -------------------- | -------------------- | -------------------- | -------------------- | -------------------- | -------------------- | ----------------------- |
| 1.                   | 25.10.2024           | Almendralejo         | Kanada               | 1:1 (0:0)            | 89'                  |                      | mecz towarzyski         |
| 2.                   | 21.02.2025           | Walencja             | Belgia               | 3:2 (0:1)            | 90+6'                |                      | Liga Narodów UEFA       |
| 3.                   | 03.07.2025           | Berno                | Portugalia           | 5:0 (4:0)            | 90+3'                |                      | Mistrzostwa Europy 2025 |